# 維爾德魏瑟里茨河
50°58′54″N 13°37′46″E / 50.98167°N 13.62944°E

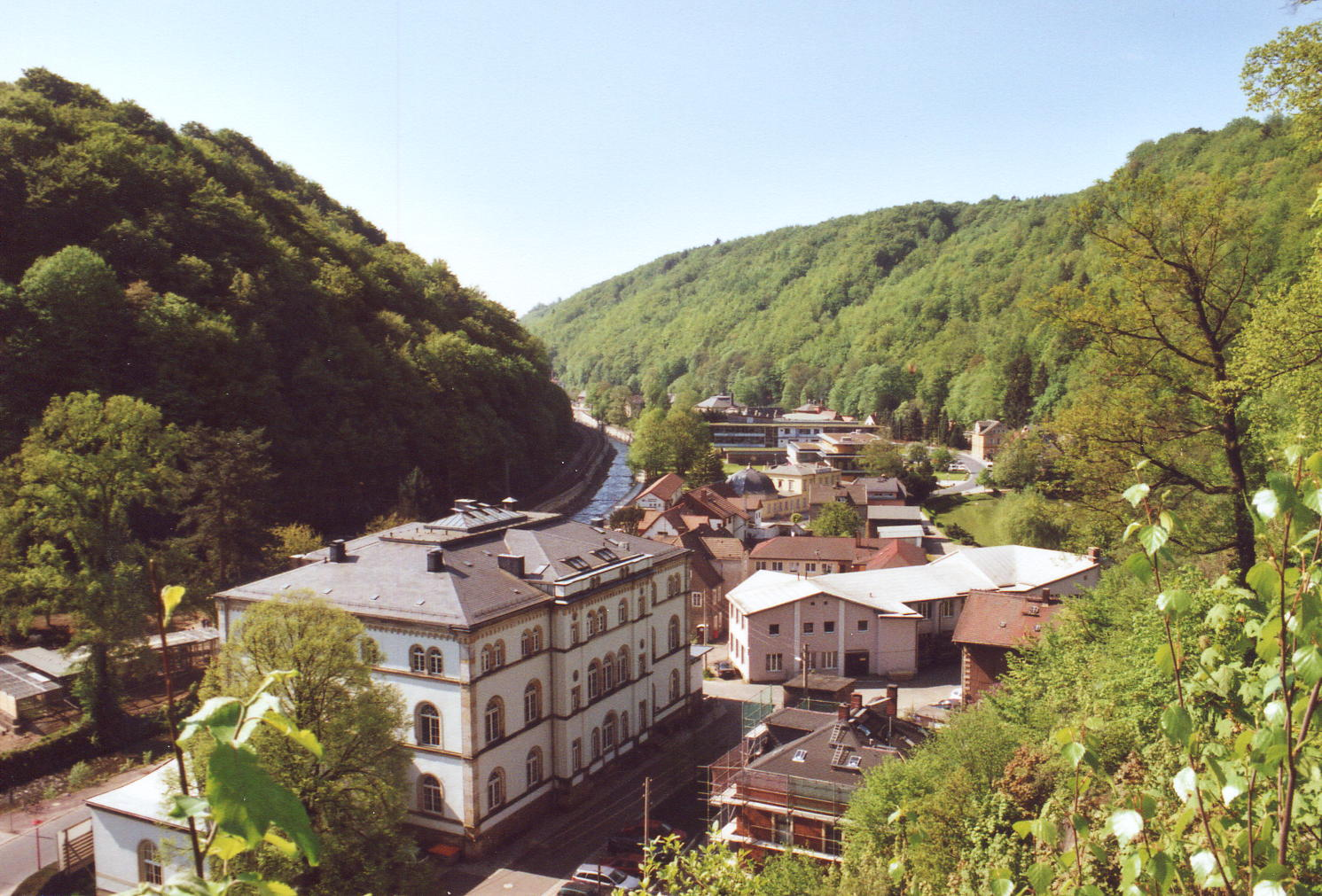

維爾德魏瑟里茨河是歐洲的河流，流經德國薩克森州和捷克，流經厄爾士山脈東部，屬於魏瑟里茨河的支流，河道全長53公里，流域面積163平方公里。